# Колчан

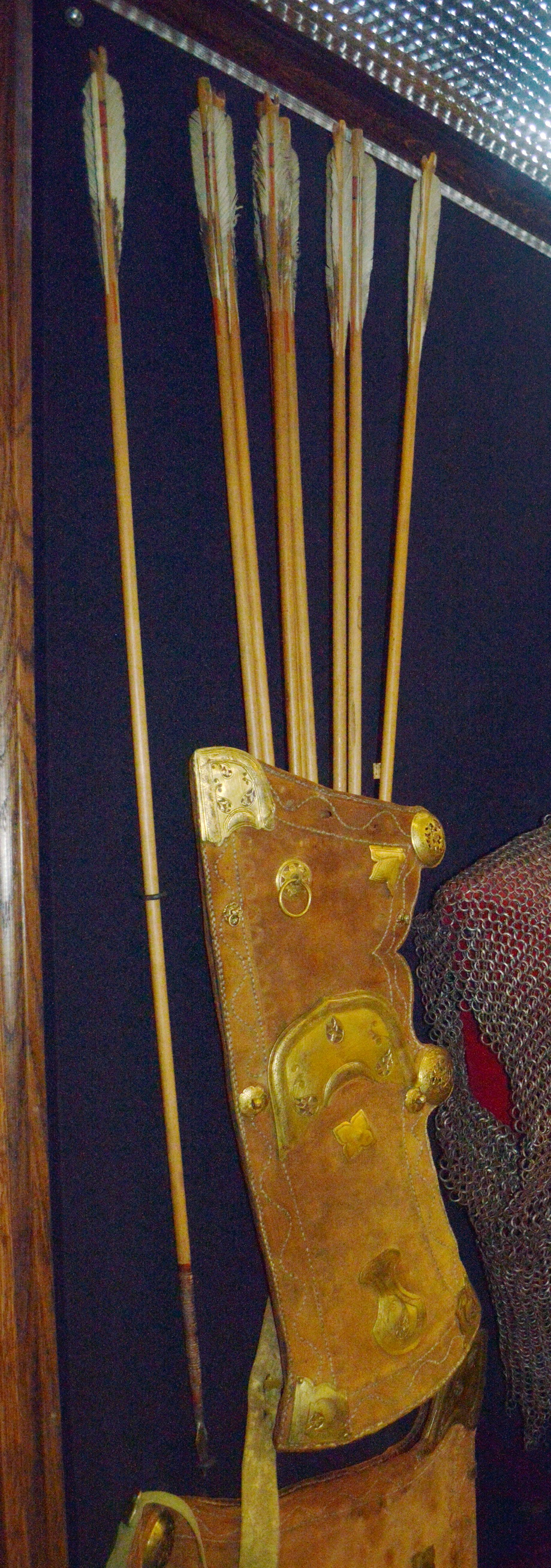
Колчан со стрелами, Россия, XVII век

Колча́н (реже тул) — часть снаряжения лучника, контейнер для ношения стрел.

## Тул и колчан
Исходно русский термин тул означал цилиндрический футляр для стрел, который носился у пояса и был частью снаряжения пешего лучника. Такой лучник соответственно назывался тулавец. Термин имеет общеславянское происхождение. В современном литературном русском языке однокоренным к нему является, к примеру, слово втулка (исходно «во что можно втулить», то есть вставить в тул).
Такой способ ношения стрел не годился для конного лучника, так как стрелы портились при тряске от скачки, их было трудно доставать для стрельбы на скаку. Поэтому у тюркских народов был позаимствован колчан — плоский кожаный футляр с дополнительными рёбрами или перегородками внутри, предотвращавшими перетряхивание стрел при скачке.
С развитием огнестрельного оружия лучники постепенно исчезли из состава армий. С этим постепенно стёрлось и различие между тулом и колчаном с преимуществом последнего в живой речи.

## Тохтуй
В историческую эпоху колчан являлся частью полной экипировки конного лучника, которая называлась сайдак. В том числе при долгих переходах или в ненастье сам колчан также убирался в защитный футляр, который назывался тохтуй. У знати оба элемента нередко служили показателем богатства, украшались накладками из драгоценных металлов и вышивками.

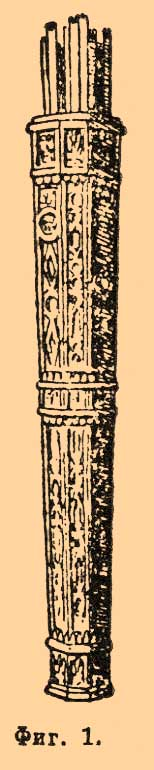
Тул (ЭСБЕ)
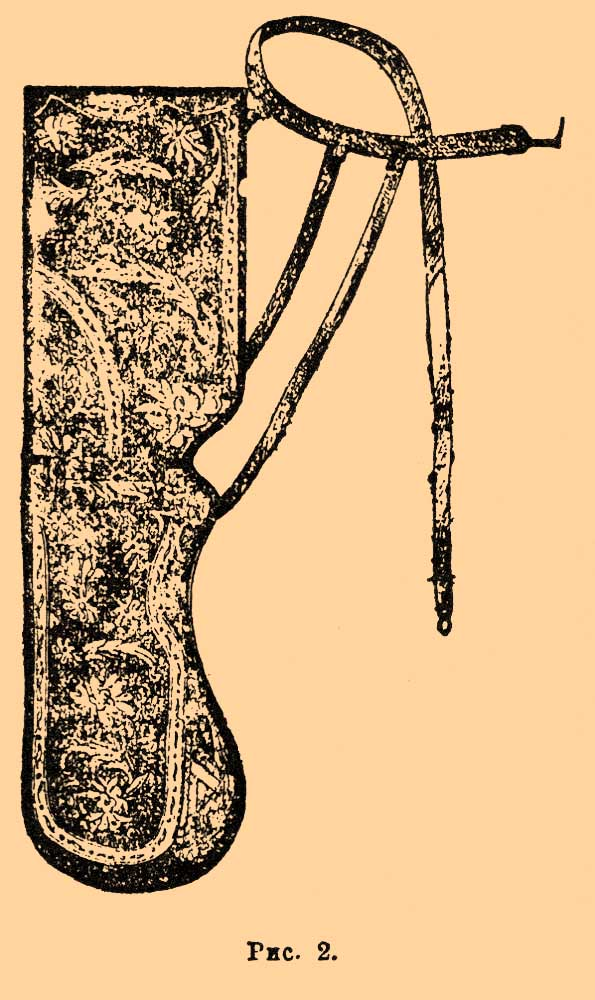
Колчан (ЭСБЕ)